# Пермяков, Григорий Львович
Пермяко́в Григо́рий Льво́вич (настоящая фамилия Ге́рман; 1919 г. Пермь — 16 ноября 1983 г. Жуковский, Московская область) — российский советский учёный-паремиолог, фольклорист и семиолог.

## Биография
Поступил, но не успел окончить Институт философии, литературы и истории (ИФЛИ) из-за начала Великой Отечественной войны. Был серьёзно ранен. Закончил Казахский университет, работал в Алма-Ате. С 50-х годов в Москве и, в основном, в Подмосковье (г. Жуковский). Был журналистом, редактором и цензором.
В 60-х годах активно занимался переводами с немецкого фольклорно-этнографической литературы для Издательства восточной литературы (Москва).
Впоследствии занимался подготовкой популярных в то время сборников пословиц и поговорок народов мира. В процессе работы над ними столкнулся с проблемой систематизации разнородных текстов, охватывающих разные культуры и языки.
В возрасте почти 50 лет Пермяков разработал систему формообразующих и предметно-тематических групп, т.е. уникальный способ классификации пословиц и всесторонний охвата паремиологического фонда – и как единой универсальной системы, и как набора пословиц и поговорок в фольклоре отдельно взятого народа – с исчерпывающим перебором всех возникающих логико-семиотических вариантов.
Под его редакцией вышли: «Пословицы и поговорки народов Востока», «Сказки и мифы народов Востока». Пермяков был основным составителем многих коллективных трудов: «Паремиологический сборник» и «Паремиологические исследования».
Пермяков автор таких работ, как «Основы структурной паремиологии», «От поговорки до сказки» (1970).
Большинство его трудов переведены на иностранные языки, обильно рецензировались.
Пермяков регулярно печатался в международном паремиологическом журнале Proverbium (издаётся в Хельсинки), ему был посвящён выпуск журнала Proverbium Paratum (Будапешт, 1981, №2).
Учёный принял активное участие в открытии новой общеобразовательной школы и детской технической станции.

## Основные работы
Монографии и сборники
- Избранные пословицы и поговорки народов Востока. - М., 1968. (Рец.: Харитонов М. С. Менделеевская таблица пословиц // Знание — сила, 1969, № 10).
- От поговорки до сказки (Заметки по общей теории клише). — М., 1970 (в сер. «Исследования по фольклору и мифологии Востока»).
- Проделки хитрецов. Мифы, сказки, басни и анекдоты о прославленных хитрецах, мудрецах и шутниках мирового фольклора. — М., 1972.
- Пословицы и поговорки народов Востока. Систематизированное собрание изречений двухсот народов. — М., 1979.

Переводы фольклорных текстов народов Азии и Африки
- Аура Поку. Мифы, сказки, легенды, басни, пословицы и загадки народа бауле: Берег Слоновой Кости. — М., 1960.
- Сыны Дехевая. Предания о демонах, рассказы охотников за головами. - М., 1960. То же: Мифы и предания папуасов маринд-аним. — М.: Наука; ГРВЛ, 1981.
- Голос буйвола. Малайские (индонезийские) народные песни. — М., 1962.
- Волшебный рог. Мифы, легенды и сказки бушменов-хадзапи. — М., 1962.
- Остров красавицы Си Мелю: Мифы, легенды и сказки острова Сималур. — М.: Наука; ГРВЛ, 1964.
- Бидасари: Индонезийские сказки. — М.: Наука; ГРВЛ, 1967.
- Сказки и мифы Океании. — М.: Наука; ГРВЛ, 1970.